# Синьковский сельский округ
Синьковский сельский округ — упразднённая административно-территориальная единица, существовавшая на территории Дмитровского района Московской области в 1994—2006 годах.
Синьковский сельсовет был образован в первые годы советской власти. По данным 1918 года он входил в состав Синьковской волости Дмитровского уезда Московской губернии.
В 1926 году Синьковский с/с включал село Синьково, деревни Каргашино, Лучинское и Хвостово.
В 1929 году Синьковский с/с был отнесён к Дмитровскому району Московского округа Московской области. При этом к нему был присоединён Хвостовский с/с.
27 февраля 1935 года Синьковский с/с был передан в Коммунистический район.
4 января 1952 года из Синьковского с/с в Бунятинский с/с было передано селение Хвостово, а в Карповский с/с — селение Лучинское.
14 июня 1954 года к Синьковскому с/с были присоединены Арбузовский и Карповский с/с.
7 декабря 1957 года Коммунистический район был упразднён и Синьковский с/с был возвращён в Дмитровский район.
27 августа 1958 года Синьковский с/с был упразднён. При этом селения Арбузово, Лишенино, Нестерово, Поповское и Синьково были переданы в Бунятинский с/с, а селения Дубровки, Дятлино, Карпово, Лучинское, Пулиха, Савельево и Юрьево — в Настасьинский с/с.
20 августа 1960 года Бунятинский с/с был переименован в Синьковский с/с, в состав которого вошли селения Арбузово, Лишенино, Нестерово,  Поповское и Синьково. При этом к нему были присоединены Куликовский с/с (в составе селений Алексеево, Глазачево, Говейново, Давыдково, Дедюхино, Клюшниково, Куликово, Луговой, Надмошье, Насадкино, Паньково, Тимофеево, Фофаново и дом инвалидов №3) и селения Дубровки, Дятлино, Карпово, Лучинское, Пулиха, Савельево и Юрьево Настасьинского с/с.
20 апреля 1961 года из Синьковского с/с был вновь выделен Куликовский с/с: в его состав были переданы селения Алексеево, Глазачево, Говейново, Давыдково, Дедюхино, Клюшниково, Куликово, Луговой, Надмошье, Насадкино, Паньково, Тимофеево, Фофаново и дом инвалидов № 3.
1 февраля 1963 года Дмитровский район был упразднён и Синьковский с/с вошёл в Дмитровский сельский район. 11 января 1965 года Синьковский с/с был передан в восстановленный Дмитровский район.
21 мая 1965 года в Синьковском с/с был образован новый населённый пункт — Новосиньково.
28 января 1977 года центр Синьковского с/с был перенесён в Новосиньково.
3 февраля 1994 года Синьковский с/с был преобразован в Синьковский сельский округ.
В ходе муниципальной реформы 2004—2005 годов Синьковский сельский округ прекратил своё существование как муниципальная единица. При этом все его населённые пункты были переданы в сельское поселение Синьковское.
29 ноября 2006 года Синьковский сельский округ исключён из учётных данных административно-территориальных и территориальных единиц Московской области.